# Sebastian Salillari
Sebastian Salillari (Durrës, 18 de enero de 2001) es un futbolista albanés que juega en la demarcación de centrocampista para el KF Teuta Durrës de la Superliga de Albania.

## Trayectoria
Tras formarse como futbolista en el KF Teuta Durrës, finalmente el 29 de julio de 2020 debutó con el primer equipo en la Superliga de Albania contra el KF Laçi, encuentro que finalizó con un resultado de 2-3 en contra del conjunto del Laçi.

## Clubes
| Club            | País    | Año    | Partidos | Goles |
| --------------- | ------- | ------ | -------- | ----- |
| KF Teuta Durrës | Albania | 2019 - | 1        | 0     |

## Palmarés

### Campeonatos nacionales
| Título               | Club    | País            | Año  |
| -------------------- | ------- | --------------- | ---- |
| Copa de Albania      | Albania | KF Teuta Durrës | 2020 |
| Supercopa de Albania | Albania | KF Teuta Durrës | 2020 |